# Léon Duguit

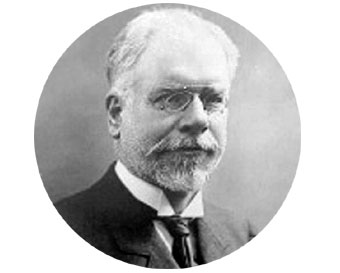
Léon Duguit

Léon Duguit (* 4. Februar 1859 in Libourne; † 18. Dezember 1928) war einer der führenden französischen Rechtswissenschaftler seiner Zeit. Ab 1892 lehrte er Verfassungsrecht an der Universität Bordeaux.

## Leben
Duguit studierte Rechtswissenschaften an der Universität Bordeaux und lehrte ab 1883 an der juristischen Fakultät der Universität Caen. Drei Jahre später kehrte er nach Bordeaux zurück und wurde später Dekan der dortigen juristischen Fakultät. 1927 wurde er in die American Academy of Arts and Sciences gewählt.

## Werke
- L’État, le droit objectif et la loi positive .
- L’État les gouvernants et les agents.
- Souveraineté et liberté.
- Les transformations du droit public.
- Traité de Droit constitutionnel.